# パーペチュアル・トラベラー
パーペチュアル・トラベラー（英: perpetual traveler）とは、「永遠の旅行者」を意味し、各国で非居住者とみなされる滞在期間の間だけ滞在し、税金を国家へ合法的に払わない、もしくは納税する税金を最小にするライフスタイルのことである。

## 呼称
パーペチュアル・トラベラーは、略してPTと呼ばれる。なお、同様の意義を持つPTは、その他にも下記のような別名もある。
| 呼称（日本語）                 | 呼称（原語）           | 字義通りの意味 |
| ------------------------------ | ---------------------- | -------------- |
| パーマネント・ツアーリスト     | 英: permanent tourist  | 永遠の旅行者   |
| パーマネント・トラベラー       | 英: permanent traveler | 永遠の旅行者   |
| プライオラー・タックスペイヤー | 英: prior taxpayer     | 元納税者       |

## 概要
PTの中には、リバタリアンである者も多く、個々の自由やプライバシー、財産を何人からも侵害されることを嫌うことが多い。
なお、PTの中には、タックス・ヘイヴンに住所を持ち、自宅、別荘を所有する者もいる。
政治的に不安定な地域、戦争の危険がある地域は、PTから嫌われることも多い。なお、アメリカの永住権や市民権は、うかつに取得すると、重い税金を課せられることになるので、PTには人気が無い。また、兵役（徴兵）がある国も、PTには避けられる傾向が強い。

## 5フラッグ理論、5+1フラッグ理論
PTは、目的に応じて、国を使い分けていることが多い。それらが5つに分類されているので、5フラッグ理論と呼ばれる（下記 1〜5）。
この考え方は、W.G.ヒル博士が提唱したもので、世に知らしめることとなった。
また、木村昭二は更に1フラッグ（下記 6）を追加した、5+1フラッグ理論を提唱している。
1. 国籍（市民権）のある国
2. 住所のある国
3. ビジネスを行う国
4. 資産運用を行う国
5. 余暇を過ごす国
6. 寄付を行う国